# Golpe de Estado en Perú de 1930
El Golpe de Estado en Perú de 1930 fue un golpe de Estado propiciado el 22 de agosto de 1930 por el entonces teniente coronel EP Luis Miguel Sánchez Cerro, quien por un manifiesto a la nación sublevó a la guarnición de Arequipa, contra el gobierno de Augusto B. Leguía. La rebelión militar se propagó por el sur del Perú, extendiéndose hasta la capital del país, Lima, donde la guarnición se sumó al golpe. El resultado del golpe fue exitoso para Sánchez Cerro, quien llegó a Lima el 25 de agosto para tomar las riendas del país, mientras que Leguía renunció a la Presidencia y fue encarcelado en la Penitenciaría de Lima.

## Antecedentes

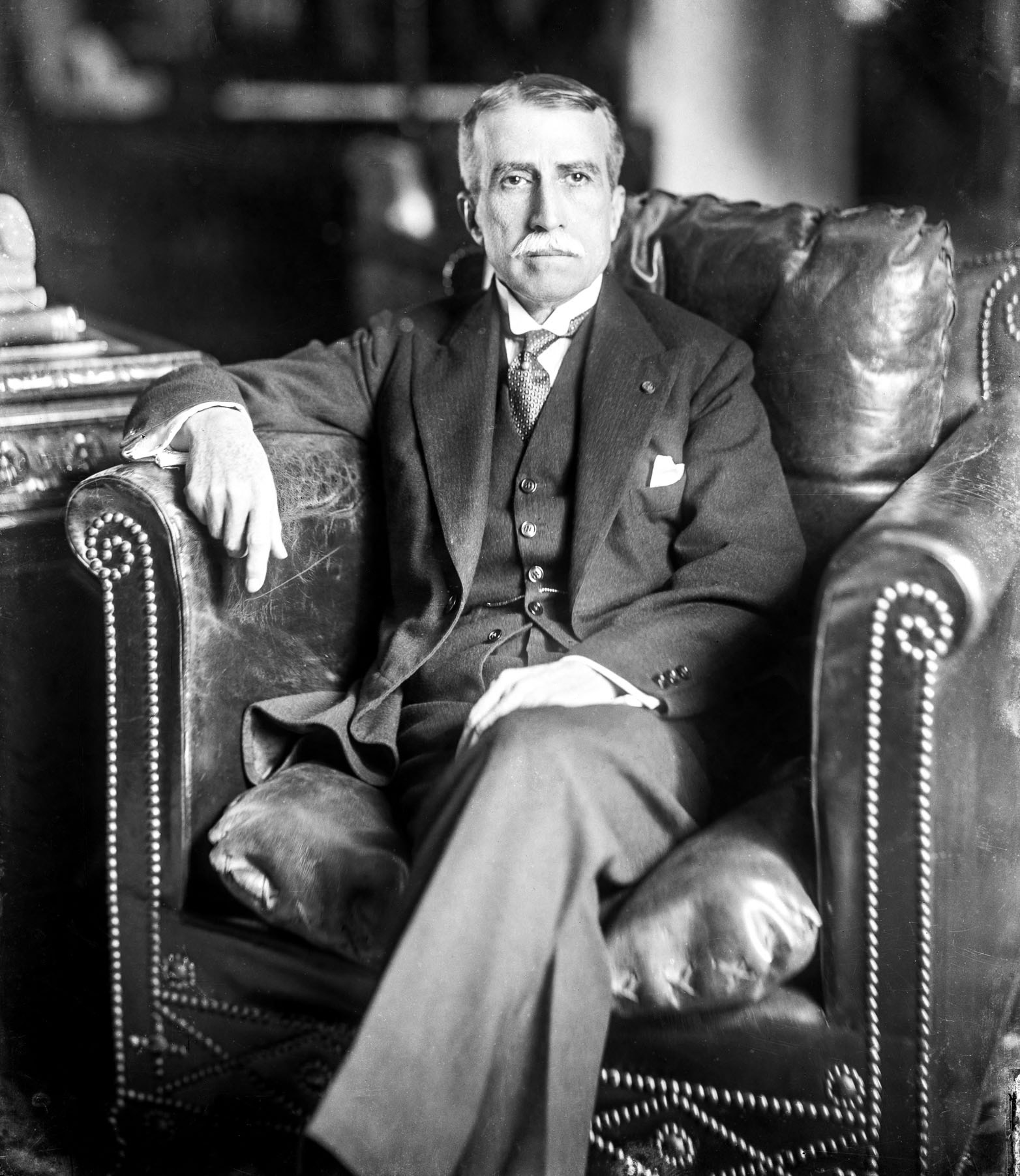
Augusto B. Leguía, presidente del Perú de 1919 a 1930.

Comenzando el año 1930, el dilatado gobierno de Augusto B. Leguía entraba a su undécimo año consecutivo, debatiéndose en una severa y acelerada crisis económica, extensión de la crisis económica mundial, a causa del crack de 1929. Los sectores obreros, directamente afectados por el alza del costo de vida y la escasez de subsistencias e influenciados por el sindicalismo y el Partido Comunista, fueron los primeros en alzar su protesta. Pero la crisis no era solo económica. La evidente corrupción administrativa, por la que allegados o amigos del presidente se beneficiaron a lo largo del régimen, así como la firma de los tratados fronterizos con Colombia (Tratado Salomón-Lozano) y Chile (Tratado de Lima) con cesión territorial, acentuaron más la oposición al gobierno. El ejército también mostró su descontento. Se rumoreaban acciones subversivas y planes de asesinato del presidente.

## Hechos
Uno de los conspiradores era el teniente coronel Luis Sánchez Cerro, que se hallaba al mando de una guarnición en Arequipa. Sánchez Cerro era ya un conocido del régimen leguiísta. En 1921 y 1922 había participado en sendos alzamientos en provincias, a consecuencia de los cuales estuvo recluido en la isla de Taquile y en la de San Lorenzo, pero luego se reconcilió con el gobierno, siendo readmitido en el ejército.
Leguía, en sus memorias, cuenta que en marzo de 1930 firmó el ascenso a comandante del entonces mayor Sánchez Cerro, pese a la desconfianza que este le inspiraba, pero afirmando que lo hizo por recomendación de Foción Mariátegui (considerado el número 2 del leguiísmo) y del general Manuel María Ponce Brousset. Leguía sospechaba que Foción Mariátegui se había confabulado con Sánchez Cerro para perpetrar el golpe de Estado, pero nunca ha habido prueba de ello.

### Rebelión de Arequipa

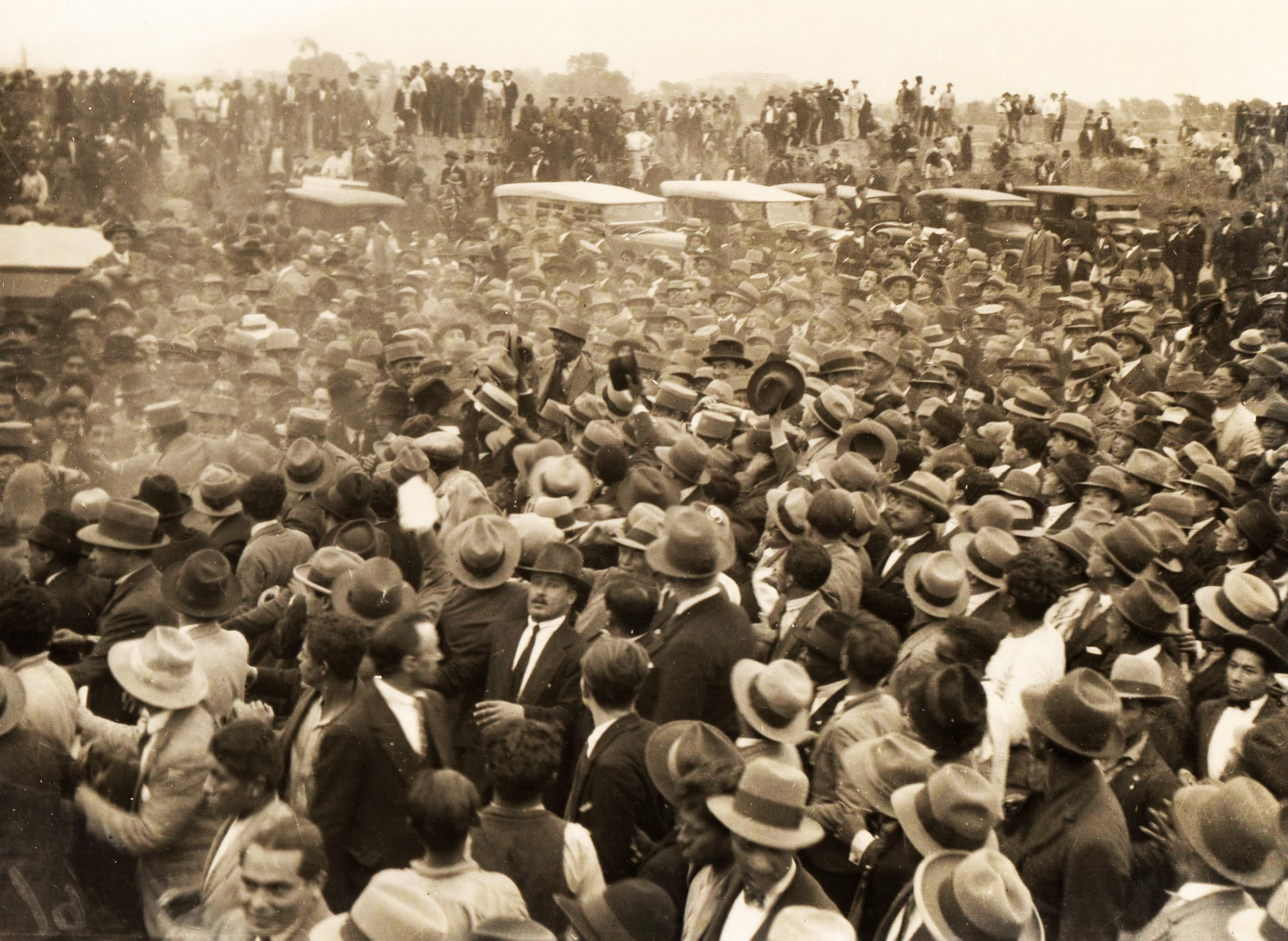
El comandante Luis Miguel Sánchez Cerro con la multitud en Arequipa, el 22 de agosto de 1930.

En las primeras horas de la mañana del 22 de agosto de 1930, las tropas acantonadas en Arequipa salieron de sus cuarteles para hacer ejercicios rutinarios. Ya en la campiña, entre el cementerio y Socabaya, el comandante Luis Sánchez Cerro se dirigió a ellas y les instó a la rebelión para acabar con el Oncenio, régimen que, según palabras, era una vergüenza para el país. Las tropas aprobaron jubilosamente sus palabras y así fue como estalló la revolución en Arequipa. A las doce de la mañana, Sánchez Cerro, al frente de los soldados, ingresó a la ciudad del Misti, cuya población, repuesta de su inicial sorpresa, se plegó entusiasta al movimiento.
Ese mismo día, Sánchez Cerro dio un decreto suscrito en solitario, por el que se autotituló «Comandante en Jefe del Ejército del Sur y Jefe de Gobierno». Asimismo, se autoproclamó «Jefe Supremo Militar y Político», y desde su «Casa de Gobierno» en Arequipa, dio otro decreto nombrando a sus secretarios, quienes eran: el mayor Alejandro Barco (Asuntos Militares); José Luis Bustamante y Rivero (Asuntos Políticos); Manuel A. Vinelli (Asuntos Financieros y Administrativos); el mayor Rubén del Castillo (Asuntos Postales y Trasmisiones); el mayor Julio Arboleda Viñas (Transportes y Comunicaciones) y Gustavo de la Jara (contralor general).
El pronunciamiento político de los rebeldes fue redactado por el jurista arequipeño Bustamante y Rivero y se conoce con el nombre de «Manifiesto de Arequipa», que a decir de Jorge Basadre, es un bello y lírico documento, que causó impresión en todo el país.
El movimiento insurgente se propagó rápidamente por el sur del país. El día 23 de agosto se pronunció a favor de la rebelión la cuarta división acantonada en Puno, que era la más numerosa de la región. También en Lima el ambiente era favorable para la revolución.

### Renuncia de Leguía. La Junta Militar del general Ponce

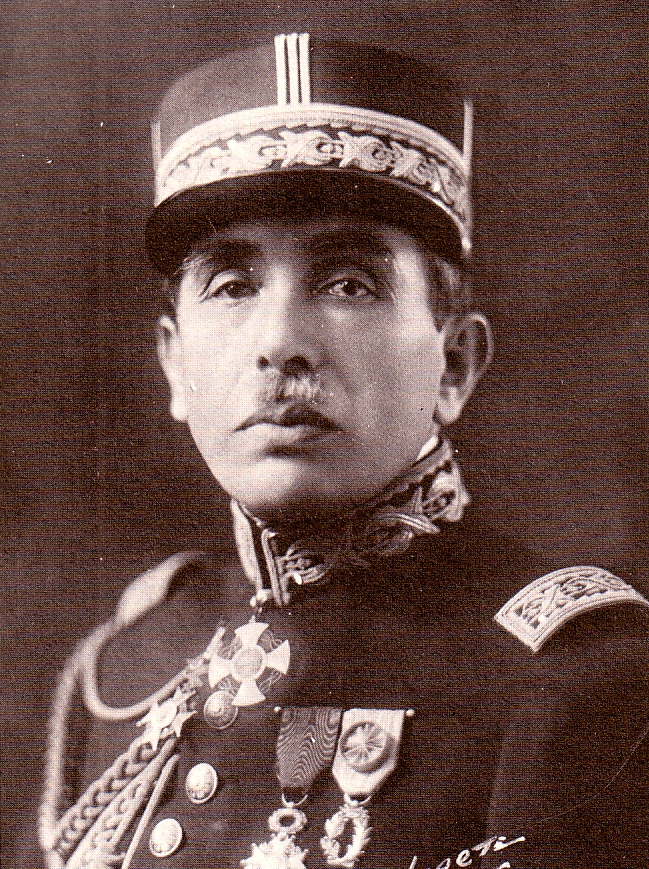
General Manuel María Ponce, jefe de la Junta Militar que sucedió a Leguía.

La noticia del alzamiento de Arequipa llegó a Lima la noche del mismo 22 de agosto. El gobierno dispuso la clausura del puerto de Mollendo y la suspensión de vuelos a la ciudad de Arequipa. El día domingo 24, Leguía concurrió al Hipódromo de Santa Beatriz, como era su costumbre habitual todos los fines de semana. En la calle, empezó a recibir abucheos de la gente.
Queriendo tomar alguna medida para enfrentar la situación, Leguía decidió formar un gabinete militar, al frente del cual puso al general Fernando Sarmiento. Dicho gabinete juró a la una de la madrugada del 25 de agosto. La intención de Leguía era renunciar a la presidencia ante el Congreso y dejar el poder a manos de dicho gabinete.
Pero simultáneamente, los jefes de la guarnición de Lima se habían reunido para elegir una Junta de Gobierno. Enterados de la formación del nuevo gabinete militar, enviaron personeros a Palacio de Gobierno para solicitar a Leguía su inmediata renuncia como presidente. Eran las tres de la mañana del día 25 de agosto. Se produjo un tenso diálogo. Leguía finalmente aceptó y renunció al poder, que quedó en manos de una Junta Militar de Gobierno presidida por el jefe de Estado Mayor, general Manuel María Ponce Brousset.
Como medida de protección se trasladó a Leguía al crucero Almirante Grau, que enrumbó a Panamá. Sin embargo, desde Arequipa, Sánchez Cerro intimó enérgicamente a la Junta de Lima para que hiciera retornar al Grau. Mediante el uso de la radio (entonces una novedad), el capitán del buque fue obligado a virar en redondo cuando se hallaba por abandonar aguas peruanas. Leguía fue tomado prisionero a bordo del buque y obligado a desembarcar, siendo internado en la isla de San Lorenzo.
El levantamiento de Sánchez Cerro en Arequipa fue uno de varios que se estaban planificando en todo el país; se sabe por ejemplo que en Lima había uno ya programado para septiembre. También se anunciaba una expedición armada proveniente del exterior e integrada por desterrados de la dictadura leguiísta. Sánchez Cerro, conocido por su fuerte personalidad, se adelantó a todos, y los demás insurrectos terminaron por apoyarlo para que asumiera la dirección del país.

### Disputa entre Sánchez Cerro y la Junta de Ponce
Sánchez Cerro a la cabeza de una Junta en Arequipa, y Ponce al frente de otra en Lima, era una dualidad que complicaba la situación política. Desde el punto de vista jerárquico y castrense, al general Ponce le correspondía el mando de la rebelión, y no a Sánchez Cerro que era solo un comandante. Pero la opinión pública mayoritaria no simpatizaba con la Junta de Lima, a la que consideraba como una prolongación del leguiísmo, y exigía que se diera el poder a Sánchez Cerro, que era el caudillo más carismático.
Contribuía a la popularidad de Sánchez Cerro, además de sus dotes de mando y su fama de militar duro y enérgico, su marcada fisonomía de mestizo o «cholo», haciendo que la gente del pueblo lo viera «como uno más de ellos».
La Junta de Ponce llegó a ofrecer la cartera de Guerra a Sánchez Cerro, pero este lo rechazó. Mediante una respuesta telegráfica, Sánchez Cerro dijo que no se prestaría a los contubernios de políticos criollos y que la única opinión que tomaba en consideración era la del pueblo. En Lima, había militares que apoyaban a Sánchez Cerro, los cuales tenían como centro la Escuela Militar de Chorrillos. También el Centro de Aviación de Las Palmas y la Escuela Naval respaldaban al caudillo de Arequipa.

## Consecuencias

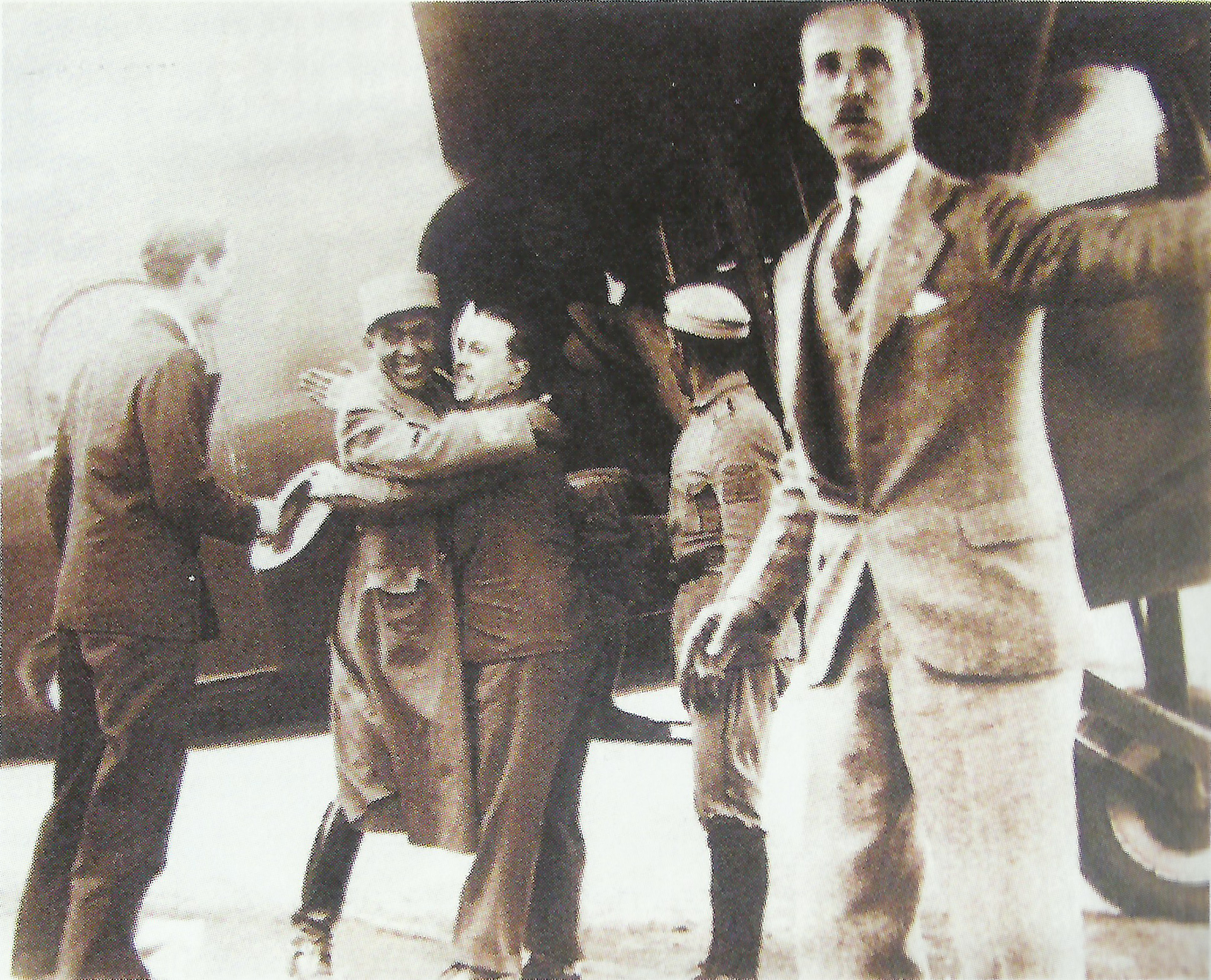
Sánchez Cerro arribando a Lima el 25 de agosto.

Finalmente, el 25 de agosto de 1930, Sánchez Cerro tomó un avión desde Arequipa y se dirigió a Lima, donde fue recibido jubilosamente por sus partidarios. Su llegada aceleró el fin de la Junta de Ponce. Se produjeron en Lima grandes manifestaciones populares celebrando la caída del Oncenio y saludando al nuevo líder.
El 27 de agosto, Sánchez Cerro instaló en Lima la Junta Militar de Gobierno, bajo su presidencia: Mediante un estatuto expedido en el decreto ley N.º 6874 de 2 de septiembre de 1930, la Junta de Gobierno asumió las atribuciones constitucionales de los poderes Ejecutivo y Legislativo y otorgó a su jefe la categoría de presidente de la República y presidente del Consejo de Ministros.
Entre las medidas urgentes que tomó el nuevo gobierno fue la liquidación del Oncenio, destituyendo a funcionarios del régimen leguiísta y la represión a los afines al presidente destituido, y derogó las leyes impopulares de la dictadura. Asimismo, Augusto Leguía fue trasladado el 16 de septiembre a la Penitenciaría de Lima, donde pasaría el resto de sus días en una deplorable situación.